# 3001: Последняя одиссея
«3001: Последняя одиссея» (англ. 3001: The Final Odyssey) — научно-фантастический роман Артура Кларка, четвёртая и последняя книга тетралогии «Космическая одиссея». Главным действующим лицом является Фрэнк Пул, астронавт, погибший во время событий, описанных в романе «2001: Космическая одиссея», и «оживлённый» спустя тысячу лет благодаря новым медицинским технологиям.
Поскольку роман Кларк выпустил в 1997 году, когда уже было понятно, что уровень технического развития в реальном 2001 году не будет соответствовать тому, что был в первом романе, то здесь хронология первых двух книг была сдвинута вперёд (вместо 2001 и 2010 годов 2030-е и 2040-е, соответственно). Сюжет также игнорирует эпилог второй книги «Год 20,001 нашей эры».
Русский перевод был выпущен в 2007 году Николаем Берденниковым.

## Сюжет

### Пролог
В прологе повествуется о загадочных создателях монолита, называемых в тексте Первородными (англ. Firstborns). Это представители некоей древней и могущественной цивилизации, которые в процессе изучения галактики пришли к выводу, что во Вселенной нет ничего ценнее разумной жизни.

### Основная часть
Как следует из названия, действие начинается в 3001 году, в начале четвёртого тысячелетия. Через 940 лет после событий романа «2061: Одиссея Три».
Космический корабль «Голиаф», под командованием Дмитрия Чандлера занимающийся сбором ледяных комет в поясе Койпера для терраформирования Венеры, обнаруживает странный объект длиной около двух метров, первоначально принятый за обломок старого космического корабля. Но при более близком изучении выясняется, что это Фрэнк Пул, астронавт, входивший в экипаж корабля «Дискавери» во время первой экспедиции к Юпитеру в 2001 году. Из-за низких температур его тело не подверглось критическим изменениям, и с помощью технологий четвёртого тысячелетия его удаётся вернуть к жизни. Пул начинает исследовать новый для него мир будущего. Через некоторое время он начинает уставать от праздной жизни и роли экзотического экспоната из прошлого. Тогда он решает отправиться к конечной цели одиссеи 2001 - к Юпитеру. После изучения поселения людей на Ганимеде, Пул совершает посадку на Европу, и становится первым человеком, кому это удаётся за последнюю тысячу лет. Пул налаживает контакт с Боуменом и ХАЛом, точнее с тем, чем они теперь стали, и изучает европеанцев. Проходит ещё около 20 лет. Пул живёт в одной из огромных башен, поддерживающих кольцо вокруг Земли. Внезапно с ним связывается Боумен, предупреждающий об опасности, исходящей от создателей монолита. За тысячу лет сигнал достиг управляющего центра и вернулся с указаниями. Люди решают нанести упреждающий удар по монолиту на Европе. С помощью Боумена и ХАЛа они загружают компьютерные вирусы, которые тысячу лет хранились в секретном месте на Луне, в монолит, и тот разрушается. Пул забирает на Европе пластину, на которую должны были скопировать свои личности Боумен и ХАЛ. Остаётся неизвестным, удалось ли им спастись. Пул помещает пластину в хранилище, чтобы иметь возможность воспользоваться ей через тысячу лет, когда придёт следующий сигнал от Первородных.

### Эпилог
Из краткого эпилога можно сделать вывод, что Первородные, давным-давно обратившие свои сознания в чистую энергию и избавившиеся от телесных оболочек, всё ещё наблюдают за земной цивилизацией. Они решают повременить с вынесением приговора человечеству и определить его судьбу только после своего возвращения в «Последние дни».
Ещё есть продолжение кратким эпилог на второй книги «2010: Одиссея Два» (1982) которого происходит через 17,000 лет на дворе 20,001 год нашей эры (см. подробнее).